# ミセス&ミセス
『ミセス&ミセス』（ミセスアンドミセス）は、日本テレビ系列局ほかで1977年4月4日から1979年3月30日まで放送されていた日本テレビ製作の朝のワイドショーである。

## 概要
この番組から9時放送開始となったことで、同時ネットでの放送、9:30飛び乗りネットでの放送と放送時間がそれぞれ振り分けられた（1978年3月まで、後番組の『ルックルックこんにちは』も開始～1986年3月は同様）。

### 初の音声多重放送実施
1978年9月28日（木曜日） 10時1分、日本テレビは本番組で世界初となるテレビ音声多重放送を開始した。ただし、これを行っていたのは日本テレビのみだった。
同年9月22日にNHK（東京・大阪）および民放全キー局に音声多重放送の予備免許が下りた直後、かねてから音声多重放送の準備を進めてきた日本テレビは、放送設備の完工検査について郵政省からいち早くOKを取ったうえで、9月28日に関東電波監理局から本免許を付与された直後に即本放送の実施に踏み切ることとしたものである。
この日、日本テレビGスタジオには服部安司郵政大臣と小林與三次日本テレビ社長がセレモニーに出席。司会者が「第3のテレビ時代スタートの瞬間です。」をアナウンスした直後に、服部郵政相がステレオ放送のスイッチを入れ同放送が開始された。スイッチを入れた直後、ファンファーレによる演奏と共に、映像ではモノラルで聴いている視聴者の為に、左右のレベルメーターを画面に出して同放送開始の演出が行われた。それに引き続き同郵政相と日本テレビ社長の挨拶が、英語による同時通訳（副音声）と共に2か国語放送が行われた。さらにその後再びステレオ放送という形で、新音楽協会による演奏が放送された。尚、前述の司会者のアナウンスを経て郵政相がスイッチを入れてから2か国語放送による挨拶の部分までは、2017年11月14日付の日テレNEWS24公式Facebook「過去にこんな“世界初”インタービーとは？」にてその映像がダイジェストで閲覧できる（脚注参照）。

## 放送時間
すべて日本標準時で表記する。
| 期間     | 期間      | 時間              | 備考                                               |
| -------- | --------- | ----------------- | -------------------------------------------------- |
| 1977.4.4 | 1978.3.31 | 平日 9:00 - 10:55 |                                                    |
| 1978.4.3 | 1979.3.30 | 平日 9:30 - 10:55 | 『竹村健一の世相講談』の放送開始によって30分縮小。 |

## 司会
曜日ごとに担当者がおり、それぞれ担当曜日のみに出演するという形を取っていた。
- うつみ宮土理（月曜日、1978年9月まで）
- 山谷親平（火曜日）
- 大沢嘉子（水曜日、前番組『あなたのワイドショー』より続投）
- 円山雅也（水曜日、同上、1977年10月より出演[7]）
- 高峰三枝子（木曜日）
- 上岡龍太郎（木曜日→1978年10月より月曜日）
- 田中浩（金曜日、前番組『あなたのワイドショー』より続投）
- ほか

## レギュラー
- 柏村武昭
- 青空はるお

## 放送局
系列は放送当時のもの。当時は8:30 - 9:30にテレビ朝日製作の『モーニングショー』を放送する所が多く、該当局の殆どが9:30 - 10:30での飛び乗りネットを行っていた。
| 放送対象地域   | 放送局         | 系列                          | 9:00開始時代のネット形態 | 備考                                 |
| -------------- | -------------- | ----------------------------- | ------------------------ | ------------------------------------ |
| 関東広域圏     | 日本テレビ     | 日本テレビ系列                | 製作局                   |                                      |
| 北海道         | 札幌テレビ     | 日本テレビ系列                | 同時ネット               |                                      |
| 青森県         | 青森放送       | 日本テレビ系列 テレビ朝日系列 | 部分ネット               | 放送時間は9:30 - 10:45となっていた。 |
| 岩手県         | テレビ岩手     | 日本テレビ系列 テレビ朝日系列 | 部分ネット               |                                      |
| 宮城県         | ミヤギテレビ   | 日本テレビ系列                | 同時ネット               |                                      |
| 秋田県         | 秋田放送       | 日本テレビ系列                | 部分ネット               |                                      |
| 山形県         | 山形放送       | 日本テレビ系列                | 部分ネット               |                                      |
| 福島県         | 福島中央テレビ | 日本テレビ系列 テレビ朝日系列 | 部分ネット               |                                      |
| 山梨県         | 山梨放送       | 日本テレビ系列                | 部分ネット               |                                      |
| 長野県         | 信越放送       | TBS系列                       | 部分ネット               |                                      |
| 中京広域圏     | 中京テレビ     | 日本テレビ系列                | 同時ネット               |                                      |
| 富山県         | 北日本放送     | 日本テレビ系列                | 部分ネット               |                                      |
| 石川県         | 北陸放送       | TBS系列                       | 部分ネット               | 1978年10月27日打ち切り               |
| 福井県         | 福井放送       | 日本テレビ系列                | 部分ネット               |                                      |
| 近畿広域圏     | よみうりテレビ | 日本テレビ系列                | 同時ネット               |                                      |
| 鳥取県・島根県 | 日本海テレビ   | 日本テレビ系列                | 部分ネット               |                                      |
| 広島県         | 広島テレビ     | 日本テレビ系列                | 同時ネット               |                                      |
| 山口県         | 山口放送       | 日本テレビ系列                | 時差ネット               | 1978年9月打ち切り                    |
| 香川県         | 西日本放送     | 日本テレビ系列                | 同時ネット               | 当時の放送対象地域は香川県のみ       |
| 徳島県         | 四国放送       | 日本テレビ系列                | 部分ネット               | ネット開始・打ち切り時期不明         |
| 愛媛県         | 南海放送       | 日本テレビ系列                | 部分ネット               |                                      |
| 高知県         | 高知放送       | 日本テレビ系列                | 部分ネット               |                                      |
| 福岡県         | 福岡放送       | 日本テレビ系列                | 同時ネット               |                                      |
| 長崎県         | 長崎放送       | TBS系列                       | 部分ネット               |                                      |
| 熊本県         | 熊本放送       | TBS系列                       | 部分ネット               |                                      |
| 大分県         | 大分放送       | TBS系列                       | 部分ネット               |                                      |
| 宮崎県         | 宮崎放送       | TBS系列                       | 部分ネット               |                                      |
| 鹿児島県       | 南日本放送     | TBS系列                       | 部分ネット               |                                      |
| 沖縄県         | 琉球放送       | TBS系列                       | 部分ネット               |                                      |